# پیوستگی مطلق
در حسابان پیوستگی مطلق (به انگلیسی: Absolute Continuity)، خاصیتی در ارتباط با همواری توابع است که از پیوستگی و پیوستگی یکنواخت قوی تر است. مفهوم پیوستگی مطلق امکان بدست آوردن رابطه تعیم یافته بین دوتا از عملیات مرکزی حسابان یعنی مشتق و انتگرال را فراهم می آورد. این رابطه اغلب در چارچوب انتگرال ریمانی به شکل قضیه اساسی حسابان بروز پیدا کرده، اما با کمک مفهوم پیوستگی مطلق می توان آن را در بحث انتگرال لبگ نیز فرموله کرد. برای توابع حقیقی مقدار روی خط حقیقی، دو مفهوم بهم مرتبط ظهور پیدا می کنند: پیوستگی مطلق توابع و پیوستگی مطلق اندازه‌ها. این دو مفهوم در جهات مختلفی تعمیم یافته اند. مشتق عادی تابع به مشتق رادون-نیکودیم یا چگالی یک اندازه مربوط می شود.